# Carl Gottfried Woide
Carl Gottfried Woide (allemand : Karl Gottfried Woide) (4 juillet 1725 - 9 mai 1790), également connu en Angleterre sous le nom de Charles Godfrey Woide, est un orientaliste, un bibliste et un pasteur.

## Carrière
Woide commence sa carrière comme pasteur à l'église réformée de Leszno, en Pologne . En 1750, il transcrit le manuscrit du Lexicon Ægyptiaco-Latinum de Mathurin Veyssière de La Croze à Leiden, qui incorpore des mots sahidiques de Christian Scholtz. Woide apprend le copte et devient un expert de la langue sahidique .
Woide vit en Grande-Bretagne de 1768 jusqu'à sa mort en 1790, servant comme pasteur de l'Église réformée allemande au Savoy et de la chapelle réformée hollandaise au Palais Saint James. Il devient plus tard bibliothécaire au British Museum, d'abord au département d'histoire naturelle, puis au département des livres imprimés, responsable de ses manuscrits orientaux ,. Il est l'un des premiers érudits à travailler sur les textes sahidiques égyptiens . Il examine le Codex Alexandrinus et le texte publié du Nouveau Testament à partir de ce codex en 1786.
Woide est décrit en 1782 par Karl Philipp Moritz comme vivant "non loin de Paddington, dans un quartier très salubre à la périphérie de la ville, où il respire un air plus pur et plus frais qu'en ville. Bien que bien connu comme une autorité savante sur les langues orientales, il n'en est pas moins un homme sociable et pas un mondain" .
Woide possède quelques feuilles d'un manuscrit gréco-copte du Nouveau Testament connu sous le nom de Fragmentum Woideanum. Ceux-ci couvrent une partie du Livre de Luc. Woide suggère que le fragment a été écrit au VIIe siècle . Les feuilles appartiennent à l'onciale 070 et d'autres feuilles de ce manuscrit sont conservées à différents endroits.

## Vie personnelle et héritage
Woide étudie à Francfort-sur-l'Oder et à Leyde, et obtient un doctorat en théologie de l'Université de Copenhague. Il est élu membre de la Royal Society en 1785, créé DCL par l'Université d'Oxford en 1786 et est nommé membre de nombreuses sociétés étrangères. Lui et sa femme ont deux filles. Il est frappé d'apoplexie lors d'une conversation à la maison de Sir Joseph Banks en 1790, et meurt plus tard dans ses appartements au British Museum .
Les papiers de Woide sont conservés à la British Library. Le Fragmentum Woideanum est conservé à la Clarendon Press à Oxford .

## Œuvres
- Lexique Ægyptiaco-Latinum, 1775.
- Grammatica aegyptiaca utriusque dialecti (1778)
- Novum Testamentum Graecum et code ms. Alexandre, Londres 1786.
- Appendice ad editionem Novi Testamenti graeci… in qua continentur fragmenta Novi Testamenti juxta interpretationem dialecti superioris Aegypti quae thebaica vel sahidica appellatur, Oxford 1799.